# Муминов, Шокир
Шокир Муминов (узб. Shokir Mo'minov; род. 17 февраля 1983 года, Денауский район, Сурхандарьинская область, Узбекистан) — узбекский дзюдоист, выступающий в весовой категории до 73 кг и 81 кг, член сборной Узбекистана. Участник летних Олимпийских игр 2008 года, призёр Азиатских игр и Чемпионата Азии по дзюдо.

## Карьера
В 2003 году на Чемпионате Азии по дзюдо в Чеджу (Южная Корея) в весовой категории до 73 кг завоевал бронзовую медаль. В 2006 году на Летних Азиатских играх в Доха (Катар) в весовой категории до 73 кг в полуфинале проиграл олимпийскому чемпиону корейскому дзюдоисту Ли Вон Хи, но в матче за бронзовую медаль смог одолеть спортсмена из Казахстана Айдара Кабимоллаева. В 2007 году на Чемпионате Азии по дзюдо в Кувейте завоевал вторую бронзовую медаль континента.
В 2008 году на Летних Олимпийских играх в Пекине (Китай) в весовой категории до 73 кг в первом раунде одолел чешского дзюдоиста Яромира Жезек, но в следующем раунде проиграл чемпиону мира корейцу Ван Ги Чхун. Затем в первом утешительном раунде одолел Рината Ибрагимова из Казахстана, но затем проиграл бразильцу Леандру Гильейру.
В 2009 году на Чемпионате Азии по дзюдо в Тайбэе (Тайвань) в весовой категории до 81 кг завоевал бронзовую медаль континентального первенства. В 2010 году на Летних Азиатских играх в Гуанчжоу (Китай) в весовой категории до 81 кг завоевал серебряную медаль, проиграв в финале корейцу Ким Джэ Бом. Однако после игр допинг проба Шокира оказалась положительной из-за метилгексанамина и его результат аннулирован, а также он лишён серебряной медали.
В 2010 году на этапе Гран-при по дзюдо в Тунисе завоевал третье место. В этом же году завершил спортивную карьеру.